# 瑪爾塔·福克斯

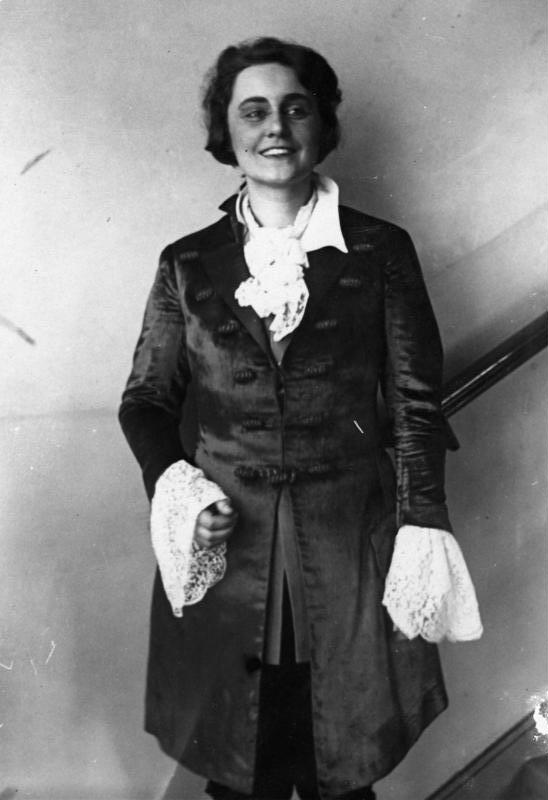
瑪爾塔·福克斯在國家歌劇院排練《玫瑰騎士》，1937年

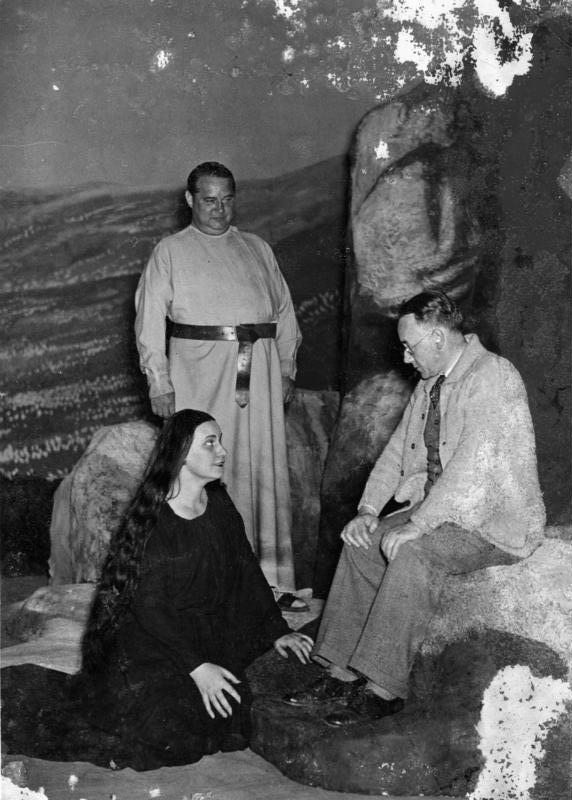
瑪爾塔·福克斯與海因茨·提特讓和伊瓦爾·F·安德森在拜羅伊特音樂節，1936年

瑪爾塔·福克斯（德語：Marta Fuchs，1898年1月1日—1974年9月22日）是一名德國音樂會和歌劇戲劇女高音。
福克斯成長於一個藝術家庭，她的父親是一名畫家、行會理事會成員和市議員。晚年，他將精力投入女兒的事業。福克斯曾就讀於斯圖加特Königin-Katharina-Stift中學，並在斯圖加特音樂與藝術學院（Hochschule für Musik und Darstellende Kunst）學習。1923年，25歲的她開始女高音歌手的生涯，在音樂會和演說廳演唱。在斯圖加特接受進一步的聲樂和戲劇訓練後，她於1928年在亞琛國家劇院首次擔任歌劇女高音，演唱了格魯克的《奧菲歐與尤麗迪絲》、威爾第的《遊唱詩人》中的阿蘇賽娜以及《卡門》。
福克斯是基督教團體的活躍成員，1924年起成為人智學學會的會士。
1930年，她受聘於德勒斯登國家歌劇院。從女低音轉為高音女高音後，她演唱了《玫瑰騎士》、《崔斯坦與伊索德》、《布倫希爾德》、《阿拉貝拉》和《費德里奧》等作品。1935年起，她還加入柏林國立歌劇院和柏林德意志歌劇院的樂團，並在阿姆斯特丹、布拉格、巴黎、倫敦、佛羅倫斯和維也納客串演出。
1933至1942年，她是拜罗伊特音乐节的核心人物，在那裡她飾演過伊索德、昆德，尤其是布倫希爾德。1935年2月20日，她在魯道夫·瓦格納-雷吉尼的歌劇《金絲雀》（Der Günstling）首演中飾演瑪麗亞·都鐸（Maria Tudor）一角。
她與納粹主義政權保持距離。1936年，她對阿道夫·希特勒說：「希特勒先生，你要發動戰爭了！」希特勒駁回後，她回答說：「我不相信你。」1939年5月，希特勒問她：「現在，我發動戰爭了嗎？」福克斯回答：「我還是不相信你！」。在納粹主義時期，她利用自己與希特勒和赫爾曼·戈林的私交，在請願書中運用自己的聲望，讓人智學工作在德國得以延續。1941年6月25日，她利用自己的影響力代表基督教團體，該團體的牧師被拘留，財產被沒收，進一步的工作被禁止。
1941年，她在羅馬歌劇院演唱《費德里奧》。
她曾在拜羅伊特（例如1938年《帕西法爾》中的昆德麗）、阿姆斯特丹、巴黎、倫敦、柏林、維也納和薩爾茨堡客串演出。
1944年，她演唱了莱奥什·雅纳切克的歌劇《葉努法》中的科斯特爾尼奇卡一角。演出結束後，哲學家費奧多爾·史蒂芬寫信給她：「戲劇與歌曲之間真正的、終極的統一，以及透過這種統一而真正實現的歌劇，我迄今為止只在天才施利亞平的不朽喜劇和您完全不同的牧師式內化藝術中發現過。」威廉·富特文格勒於1944年2月3日在柏林的《崔斯坦與伊索德》一曲後寫道：「如此美妙的演繹，如此因愛而死的轉變，他從未經歷過......」
1945年2月13日，她在德勒斯登轟炸後逃到泰根湖畔的家中，隨後又逃到斯圖加特，在斯圖加特歌劇院、基督教團體會議以及1948年的華德福教師會議上客串演出。

1974年9月22日，她在斯圖加特-松嫩貝格的養老院逝世，享年76歲。

## 外部連結
- http://www.bach-cantatas.com/Bio/Fuchs-Marta.htm （页面存档备份，存于）